# Stipa speciosa
Stipa speciosa es una especie de pasto del género Stipa, de la familia Poaceae.

## Distribución
Es una planta herbácea es nativa del Desierto de Mojave y el Desierto de Colorado que se distribuye desde México hasta Argentina.

## Taxonomía
Stipa speciosa fue descrita por Trin. & Rupr. y publicado en Species Graminum Stipaceorum 45. 1842.
Etimología
Stipa: nombre genérico que deriva del griego stupe (estopa, estopa) o stuppeion (fibra), aludiendo a las aristas plumosas de las especies euroasiáticas, o (más probablemente) a la fibra obtenida de pastos de esparto.
speciosa: epíteto latíno que significa "llamativa".
Sinonimia
- Achnatherum speciosum (Trin. & Rupr.) Barkworth
- Achnatherum speciosum Bubani
- Jarava speciosa (Trin. & Rupr.) Peñail.
- Stipa californica Vasey
- Stipa humilis var. jonesiana Kuntze
- Stipa humilis var. speciosa (Trin. & Rupr.) Kuntze
- Stipa tehuelches Speg.[4][5]